# Obudowa kotwiowa

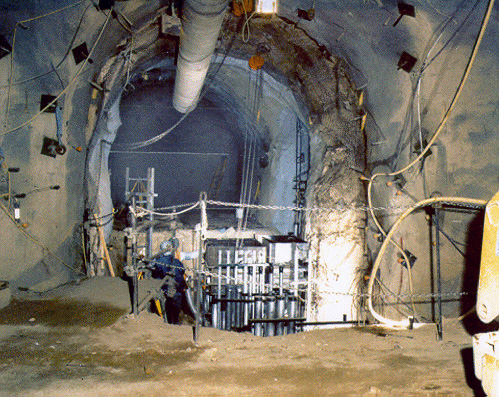
Obudowa kotwiowa w wyrobisku laboratorium U1a w Nevadzie

Obudowa kotwiowa – obudowa wyrobisk górniczych w postaci cięgien (kotwi), umieszczanych w otworach wiertniczych wykonanych w stropie i ociosach wyrobiska. Głowica kotwi rozparta jest w otworze wiertniczym, a końcowa część kotwi podtrzymuje zewnętrzną warstwę skalną.
Istota działania tego typu obudowy jest oparta na „spięciu” warstw skalnych stropu, powodując przy tym wzmocnienie górotworu.
Obudowa kotwiowa nie ma skłonności do przenoszenia dużych obciążeń.
Najpopularniejsze rodzaje obudów kotwiowych:
- kotwie rozprężne – żerdź kotwiowa umocowania jest w górotworze za pomocą specjalnego zamka (głowicy rozprężonej),
- kotwie wklejane – umocowane są w otworze za pomocą tworzywa klejącego, którym mogą być żywice, zaprawa cementowa lub inne substancje wiążące.
- kotwie wbijane – żerdzie są na ogół rurą rozprężoną odpowiednio w otworze.